# Kroner Lake
Kroner Lake – niewielka laguna leżąca na zachód od Whalers Bay w Port Foster na Deception Island na Szetlandach Południowych; jedyna geotermalna laguna w Antarktyce. 
W 2002 roku Kroner Lake wraz z innymi obszarami wyspy zostały desygnowane jako szczególnie chronione obszary Antarktyki (ang. Antarctic Specially Protected Area, ASPA) – ASPA 140: Parts of Deception Island, South Shetland Islands.

## Nazwa
Wielorybnicy obecni na Deception Island w latach 1905–1931 nazywali obiekt z powodu jego kształtu Tokroningen nawiązując do monety dwóch koron norweskich . Chilijska wyprawa antarktyczna nadała mu nazwę Laguna Galvarino na cześć wojownika Galvarino z plemienia Mapuczy, który walczył przeciwko Hiszpanom w czasie wojen z Araukanami . Po badaniach przez jednostkę do badań hydrograficznych Royal Navy (ang. Royal Navy's Hydrographic Survey Unit) w latach 1948–1949, zbiornik nazwano Lake Pennilea w nawiązaniu do szkockiego Loch Pennilea w uznaniu zasług szkockiego członka jednostki . Argentyńska wyprawa antarktyczna nadała mu nazwę Laguna Verde . Funkcjonowała również nazwa Lago Sulfuroso .
W 1950 roku nazwa została zmieniona na Kroner Lake przez UK Antarctic Place-Names Committee (UK-APC) .

## Geografia
Kroner Lake to niewielka laguna leżąca na zachód od Whalers Bay w Port Foster na wulkaniczniej wyspie Deception Island na Szetlandach Południowych . Laguna ma kolisty kształt, a jej średnica wynosi 0,2 mili (ok. 0,3 km) . Aktywne fumarole podgrzewają jej wody, tworząc jedyną w Antarktyce lagunę geotermalną.
Kroner Lake początkowo było jeziorem, wypełniającym niewielki maar powstały między 1849 a 1912 rokiem, lecz wskutek kolejnej erupcji wulkanu Deception Island w lutym 1969 roku zostało przeistoczone w płytką lagunę pływową. Na skutek wybuchu wody Port Foster wdarły się do zbiornika, jego południowo-wschodni brzeg uległ przerwaniu i powstał 200-metrowy kanał łączący jezioro z wodami morskimi. 
W 2015 roku w wodach laguny odnotowano występowanie niespotykanego dotychczas w Antarktyce gatunku skoczogonków – Ceratophysella succinea. 
W 2002 roku Kroner Lake wraz z innymi obszarami wyspy zostały desygnowane jako szczególnie chronione obszary Antarktyki (ang. Antarctic Specially Protected Area, ASPA) – ASPA 140: Parts of Deception Island, South Shetland Islands .